# میر لطف‌الله
میر لطف‌الله روستایی در دهستان تودشک بخش تودشک شهرستان کوهپایه استان اصفهان ایران است.

## جمعیت
بر پایه سرشماری عمومی نفوس و مسکن در سال ۱۳۹۵ جمعیت این روستا ۲۹ نفر (۱۳خانوار) بوده‌است.